# الفيروسات المرتبطة بالغدية
الفيروسات المرتبطة بالغدية (الاسم العلمي: Adeno-associated virus) اختصارًا AAV، هي فيروسات صغيرة تصيب البشر وبعض أنواع الرئيسيات الأخرى. تنتمي هذه الفيروسات إلى جنس ديبيندوبارفوفيروس، والذي ينتمي بدوره إلى عائلة الفيروسات الصغيرة. وهي فيروسات صغيرة (بعرض 20 نانومتر) معيبة النسخ وغير مغلفة وتمتلك جينوم دي إن إيه أحادي السلسلة (إس إس دي إن إيه) بطول 4.8 كيلو قاعدة (kb).[بحاجة لمصدر]
وفقًا للمعرفة الحالية، لا تسبب فيروسات إيه إيه في أي أمراض. تسبب هذه الفيروسات استجابة مناعية خفيفة للغاية. هناك العديد من الميزات الإضافية التي تجعل من إيه إيه في مرشحًا جذابًا لبناء ناقلات فيروسية للعلاج الجيني، ولإنشاء نماذج مرضية بشرية متماثلة النمط الجيني. باستخدام إيه إيه، يمكن أن تصيب نواقل العلاج الجيني الخلايا المنقسمة والمستقرة وأن تستمر في حالة غير صبغية دون الاندماج في جينوم الخلية المضيفة، على الرغم من حدوث اندماج للجينات المنقولة في الجينوم المضيف في الفيروس الأصلي. يمكن أن يكون الاندماج مهمًا في تطبيقات معينة، ولكن قد يكون له أيضًا عواقب غير مرغوب بها. أظهرت التجارب السريرية البشرية الحديثة باستخدام إيه إيه في نتائج واعدة للعلاج الجيني في شبكية العين.

## استخدمه في العلاج الجيني

### المزايا والعيوب
اجتذب النوع البري لإيه إيه في اهتمام الكثير من الباحثين في العلاج الجيني بسبب عدد من الميزات الخاصة به. ومن أهم هذه الميزات هي عدم قدرة الفيروس على إحداث أمراض. يمكن أن يصيب أيضًا الخلايا غير المنقسمة ولديه القدرة على الاندماج بشكل مستقر في جينوم الخلية المضيفة في موقع معين (يُسمى إيه إيه في إس 1) في الكروموسوم البشري 19. هذه الميزة تجعله أكثر قابلية للتنبؤ إلى حد ما من الفيروسات الراجعية، التي تشكل تهديدًا يتمثل في الإدخال العشوائي وتشكل طفرات، والتي يتبعها أحيانًا تطور خلايا سرطانية. يندمج جينوم إيه إيه في بشكل متكرر في الموقع المذكور، بينما يحدث الاندماج العشوائي في الجينوم بتردد ضئيل. مع ذلك، فإن تطوير إيه إيه في كنواقل للعلاج الجيني قد ألغى هذه القدرة الاندماجية عن طريق إزالة البروتينات القفيصة والنسخية من الحمض النووي للناقل. يُدخل الجين المطلوب جنبًا إلى جنب مع محفز نسخ الجين بين المكررات الطرفية المقلوبة (آي تي آر) التي تساعد في تكوين الحمض النووي المتسلسل في النواة بعد تحويل الحمض النووي الناقل أحادي السلسلة بواسطة مركبات بلمرة الحمض النووي للخلية المضيفة إلى حمض نووي ثنائي السلسلة. تشكل نواقل العلاج الجيني المستندة على إيه إيه في أحماض نووية متسلسلة إبيزومية في نواة الخلية المضيفة. في الخلايا غير المنقسمة، لا تتأثر هذه الأحماض النووية المتسلسلة طوال حياة الخلية المضيفة. في الخلايا المنقسمة، يُفقد حمض إيه إيه في النووي خلال الانقسام الخلوي، إذ لا يجري نسج الحمض النووي الإبيزومي مع الحمض النووي للخلية المضيفة. يمكن كشف الاندماج العشوائي لحمض إيه إيه في النووي في الجينوم المضيف ولكنه يحدث بتردد منخفض جدًا. تتميز إيه إيه في أيضًا بتوليد مناعة منخفض جدًا، ويبدو أنها مقيدة بتوليد الأجسام المضادة المعادلة، في حين أنها لا تحفز استجابة خلوية سامة مُحددة بوضوح. توضح هذه الميزة، إلى جانب القدرة على إصابة الخلايا المستقرة، أفضلية فيروسات إي إي في على الفيروسات الغدانية كنواقل للعلاج الجيني البشري.